# سامولی وائورامو
سامولی وائورامو (فنلاندی: Samuli Vauramo؛ زادهٔ ۲۲ اکتبر ۱۹۸۱) بازیگر اهل فنلاند است.
از فیلم‌هایی که وی در آن نقش داشته‌است، می‌توان به مرد بدون گذشته، آمریکایی، مادرسالار و بونراکو اشاره کرد.